# الیور کوئین (ارو ورس)
الیور کوئین، که با نام دیگر خودش یعنی گرین ارو یا کماندار سبز نیز شناخته می‌شود، یک شخصیت خیالی در فرنچایز ارو ورس سی‌دابلیو است که برای اولین بار در قسمت آزمایشی ۲۰۱۲ سریال تلویزیونی ارو ظاهر شد. این شخصیت بر اساس شخصیتی به همین نام در دی سی کامیکس ساخته شده‌است که توسط مورت وئیسینجر و جورج پاپ ساخته شده و در سال ۲۰۱۲ توسط گرگ برلانتی، مارک گوگنهایم و اندرو کریزبرگ برای تلویزیون اقتباس شد. الیور کوئین توسط استیون امل به تصویر کشیده شد و جیکوب هوپنبروور نیز نسخه جوان‌تر الیور را بازی کرد.
در سریال، الیور، جوان میلیاردری است، که ادعا می‌کند که پنج سال از عمرش را، پس از غرق شدن کشتی تفریحی‌شان، در لیان یو (یک جزیره اسرارآمیز در دریای شمال چین) سپری کرده‌است. او برای مبارزه با جرم و فساد به شهر خود یعنی استارلینگ سیتی (که بعداً به "استار سیتی" تغییر نام داد)، به عنوان یک پارتیزان مخفی که سلاح انتخابی‌اش تیر و کمان است، بازمی‌گردد. در طول فصل اول، الیور روی لیستی که توسط پدرش نوشته شده‌است، تمرکز می‌کند؛ لیستی که تمام افراد موجود در آن، به‌نحوی در حال سوءاستفاده از شهروندان شهر هستند. در فصل‌های بعد، او به سمت انجام همه انواع فعالیت‌های جنایی کشیده می‌شود، و رویه‌اش را از کشتن متخلفان برای متوقف کردنشان، به داشتن یک قانون در برابر کشت و کشتار تغییر می‌دهد. در ارو، الیور در فصل اول به عنوان "هود یا پارتیزان" شناخته می‌شود، اما هنگامی که با خودش پیمان می‌بندد که دست از کشتن بکشد، این القاب را رها کرده و شروع به استفاده از نام جدیدی می‌کند: "ارو". همچنین او تا فصل چهارم از نام "گرین ارو" را استفاده نمی‌کند، تا این‌که روی هارپر در فصل سوم اعتراف می‌کند که او "ارو" است تا از الیور محافظت کند. الیور یک دوست و متحدی دوره‌ای برای ابرقهرمان سنترال سیتی فلش، قناری سفید، که رهبر تیم ابرقهرمانی افسانه‌هاست و ابرقهرمان کریپتونی، سوپرگرل که از یکی از جهان‌های موازی به نام زمین ۳۸ است، می‌باشد.
امل درنقش الیور کوئین و شخصیت پارتیزانی او، به‌صورت کراس‌اور در سریال‌های تلویزیونی فلش، افسانه‌های فردا، سوپرگرل، بتوومن و سریال انیمیشنی اینترنتی ویکسن ظاهر شده‌است که همه آن‌ها در ارو ورس قرار دارند. این شخصیت همچنین در چندین کمیک و رمان مرتبط و همین‌طور در سه بازی ویدیویی، ظاهر شده‌است. امل برای نقش آفرینی اولیور کوئین، ستایش منتقدان را دریافت نمود و برای اجرای خود، نامزد جوایز گوناگونی از جمله یک جایزه برگزیده مردم و یک جایزه لیو شد.